# Samantha Kendrick
Samantha Kendrick es una actriz canadiense.

## Filmografía
| Año  | Título                            | Personaje        | Varios           |
| ---- | --------------------------------- | ---------------- | ---------------- |
| 2010 | Todd and the Book of Pure Evil    | Becky            | 1 episodio       |
| 2011 | Cashing In                        | Nikki            | 1 episodio       |
| 2011 | Wrong Turn 4: Bloody Beginnings   | Claire           | Papel secundario |
| 2011 | Una Navidad millonaria            | Camarera         | Papel Secundario |
| 2012 | Verdict                           | Emily Edwards    | Papel secundario |
| 2012 | Corazón de Navidad                | Karen            | Papel secundario |
| 2013 | La acusación contra Casey Anthony | Court Clerk      | Papel secundario |
| 2013 | Bunks (película)                  | Mujer Sargento   | Papel secundario |
| 2015 | The Pinkertons                    | Leila Greenhow   | 1 episodio       |
| 2015 | El exorcismo de Molly Hartley     | Amiga #1         | Papel secundario |
| 2016 | La lista de los deseos            | Ellen Joven      | Papel secundario |
| 2017 | Prison Break                      | Airline Employee | 1 episodio       |
| 2019 | Sailing in to Love                | Birdget          | Protagonista     |
| 2020 | Owen                              | Karla Fields     | Cortometraje     |

- Datos: Q106515243